# Halieutaea fitzsimonsi
Halieutaea fitzsimonsi is een straalvinnige vissensoort uit de familie van vleermuisvissen (Ogcocephalidae). De wetenschappelijke naam van de soort is voor het eerst geldig gepubliceerd in 1916 door Gilchrist & Thompson.